# Стратегическа бомбардировка
Стратегическата бомбардировка е военна стратегия използвана в тоталната война, чиято цел е победа над противника чрез унищожаване на неговия морал, икономическата му способност да произвежда и транспортира материали и продоволствия до театрите на бойните действия или и двете. Това са систематично организирани и изпълнявани въздушни атаки, които използват стратегически бомбардировачи, ракети с дълъг и среден обсег или изтребители-бомбардировачи с ядрено въоръжение, за да се атакуват цели, които се считат за жизненоважни за способността на противника за водене на война.
Една от стратегиите за водене на война е деморализиране на противника, така че мирът или капитулацията да станат за предпочитане пред продължаването на конфликта. За целта са използвани стратегически бомбардировки. Фразата „терористични бомбардировки“ навлиза в английския език към края на Втората световна война и много стратегически бомбардировъчни кампании и отделни набези се описват като терористични от коментатори и историци. Тъй като терминът има пейоративни конотации съюзниците от Втората световна война предпочитат да използват евфемизми като „воля за съпротива“ и „морални бомбардировки“.
Теоретичното разграничение между тактическата и стратегическата въздушна война е разработено между двете световни войни. Някои водещи теоретици на стратегическата въздушна война през този период са италианеца Джулио Духет, училището Тренчард във Великобритания и генерал Били Мичъл от Съединените щати.